# Jennie Boddingtonová
Jennifer „Jennie“ Boddingtonová (rozená Blackwoodová; nepřechýleně Boddington; 1922 – 15. listopadu 2015) byla australská filmová režisérka, producentka a fotografka, která byla první kurátorkou fotografie v Národní galerii Victoria v Melbourne (1972–1994) a výzkumnou pracovnicí.

## Raný život
Boddingtonová se narodila v Melbourne v Austrálii v roce 1922. Provdala se na počátku čtyřicátých let a v roce 1943 porodila syna Tima. Začínala svou kariéru mezi australskou novou vlnou filmařů v Sydney, pracovala jako módní asistentka s kostymérem Dahlem Collingsem na Ealingově celovečerním filmu Harryho Watta The Overlanders (1946), poté na osmi stech kostýmech pro Wattovo nedokončené pokračování Eureka Stockade (1948).

## Studium
Boddingtonová vstoupila do filmového oddělení Commonwealthu v roce 1948 jako asistentka střižny a byla tam dva a půl roku a spřátelila se s Joanou Longovou (scenáristka a filmová producentka později známá díky scénáři k filmu Caddie (1976) a produkci Puberty Blues, 1981). V letech 1947/1948 se filmová jednotka Commonwealth, součást Australské národní filmové rady, přestěhovala z 66 King Street v Sydney's CBD na adresu Condor Street 5 v Burwood, předměstí Sydney, do budovy ministerstva školství z roku 1879, kde se zařízení skládalo ze střižen, divadla, místnosti s nahrávacím zařízením, místností s kamerou a kancelářských prostor. Středisko poskytovalo výuku, kterou soukromé společnosti neposkytovaly. Boddingtonová tam studovala u významných australských a kanadských dokumentaristů včetně hlavního producenta Australian National Film Board, Stanleyho Hawese, Colina Deana a Rona Maslyna Williamse, a její první střihová a režijní zkušenost přišla při práci s Johnem Heyerem na filmu The Valley Is Ours (1948).

## Zanthus Films
V roce 1950 se rozvedla a přestěhovala se zpět do Melbourne a šest let psala, stříhala a režírovala výukové filmy pro filmovou jednotku viktoriánské generální pošty.
V roce 1956 byla zaměstnána v ABC TV, kde stříhala reportáž z olympijských her v Melbourne, a v roce 1958 se seznámila se ženatým kameramanem (Newcombe) Adrianem Boddingtonem (* Kalgoorlie, 3. června 1911) a s nímž měla další tři syny, Jamese (* 1959), Alastaira (* 1961) a Nicholase (* 1963).
Společně navázali partnerství se Zanthus Films, pro které se vrátila ke svému rodinnému jménu Blackwood, a operovali ze svého domova v Hawthorn produkovali dokumenty včetně BP objednaného Tři z milionu (1959), Port of Melbourne (1961) a You Are Not Alone (1961) na téma rakoviny prsu a mastektomy. Tyto tituly patřily mezi rané vítěze Ceny australského filmového institutu, stejně jako film Anzac (1959), jehož scénář napsal Cyril Pearl, který byl průkopníkem v používání historických fotografií se speciálními kamerovými efekty.

## Kurátorka fotografie
Po smrti Adriana Boddingtona ve věku 59 let v roce 1970 odešla Jennie Boddingtonová z aktivní filmové produkce. Poté se v roce 1972 ujala funkce první kurátorky fotografie na plný úvazek pro Národní galerii Victoria. Byla vybrána z třiapadesáti uchazečů, stala se tak první takovou kurátorkou v Austrálii a možná teprve třetí na světě. Její výběr děl pro výstavu a akvizici byl inkluzivní, neomezoval se pouze na „uměleckou“ fotografii, ale spíše zdůrazňoval její hodnotu jako prostředku komunikace. Její jmenování přišlo v době, kdy se médium stalo sběratelsky cenným a kdy umělecké školy v Austrálii přidávaly diplomy a tituly z oboru fotografie.

Boddingtonová věnovala několik výstav současným australským fotografům, včetně těch dobře známých a nedávno objevených, přičemž dávala stejnou šanci umělcům i umělkyním; mezi nimi byli Micky Allan, Jon Rhodes, Carol Jerrems, Jillian Gibb, Ruth Maddison a David Stephenson. Debutovala fotografkou krajiny v okolí Geelongu Laurie Wilsonovou a propagovala práci mladého Billa Hensona, ve kterém rozpoznala jeho talent první velkou výstavou, když byl ještě student. Tento důraz obhajovala v reakci na článek v The Age z ledna 1983, který napsal kritik Geoff Strong;
...kritizuje Národní galerii Victoria za projevení „neochoty vystavovat nové současné dílo, které působí spíše jako muzeum fotografického umění“ (což jsme přesně my!). Na třech ze čtyř výstav pro rok 1982 tato instituce ukázala práce žijících Australanů, celkem 19 a 11 z nich nepochází z Melbourne. Krajina, Austrálie zahrnovala práce čtyř žijících Australanů (Mark Johnson, Sydney; Tom Psomotragos, Melbourne; Stephen Wickham, Melbourne; Richard Woldendorp, Perth). Portraits by Camera 1 a 2 zahrnovaly práce od 40. let 19. století do současnosti, mezinárodní i australské, s moderními příklady: Ted Cranstone, Sydney; Max Dupain, Sydney; Michael Gallagher, Perth: Anthony Green, Melbourne; Julie Millowick, Melbourne; Max Pam, Sydney (s bydlištěm v Bruneji); Axel Poignant, Londýn; John Radvanský, Hobart; Margaret Rich, Ballarat; Henry Talbot, Melbourne. Pět z těchto fotografů je mladých a lze je označit za současné. Honoring Trees zahrnoval rozšířené dílo Wesleyho Staceyho z Nového Jižního Walesu, s příklady Johna Cata, Maxe Dupaina, Anthonyho Greena a také Johna Wilkinse. 
Prostor dostala významná raná australská fotografie, včetně fotografie Freda Krugera, jehož tisky a skleněné desky přinesli kurátorce jeho potomci, a také antarktičtí fotografové Frank Hurley a Herbert Ponting.
Zkušenost Boddingtonové jako výzkumnice a scenáristky dokumentárních filmů umožnila některé originální vhledy do publikací. Využití barevné fotografie Russella Drysdala jako pomůcek bylo uvedeno na výstavě, kterou v roce 1987 připravila, a ve svém katalogovém eseji, který v dosud neznámých fotografických obrazech odhaluje tento způsob práce a Drysdaleovu expresivní stylizaci při interpretaci barev, námětů a konkrétních míst.
Ve své roli Boddingtonová v roce 1975 procestovala Evropu, Londýn a Ameriku, setkala se s fotografy André Kertészem a Billem Brandtem a Johnem Szarkowskim, ředitelem Muzea moderního umění, což byla zkušenost, která ovlivnila její představy o kurátorství a přivedla ji k rozhodnutí, že prioritou by se mělo stát získávání důležitého zámořského materiálu. Za tímto účelem byli jihoafrický apartheidní fotograf David Goldblatt a neméně kontroverzní Čech Jan Saudek za působení Boddingtonové vystaveni na velkých výstavách (které patřily mezi první přehlídky těchto fotografů v mezinárodním měřítku) a jejich díla byla zakoupena.

## Pozdější život
Po návratu do Sydney v roce 1994 ve věku 72 let Boddingtonová pokračovala v práci jako nezávislá výzkumnice, katalogizovala soubory a fotografické archivy Walkabout a dalších sbírek v The Mitchell Library a přispívala do Australian Dictionary of Biography. Zemřela 15. listopadu 2015 v Melbourne.

## Publikace
- Národní galerie Victoria & Boddingtonová, Jennie, 1922– & Sun News Pictorial (1972). Fifty years of press photography, 1922–1972. [Národní galerie Victoria], [Melbourne, Vic.]
- YWCA (Australia) & Boddingtonová, Jennie (1975). Woman 1975. East Melbourne
- Beaton, Cecil Sir & Boddingtonová, Jennie, 1922– & Národní galerie Victoria (1975). Cecil Beaton's camera. Národní galerie Victoria, Melbourne
- Boddingtonová, J. (1. ledna 1975). J. W. Lindt, photographer (1845–1926). Art Bulletin of Victoria / Publ. by the Council of Trustees of the Národní galerie Victoria, Victorian Arts Centre, 23–27.
- Boddingtonová, Jennie, 1922– & Národní galerie Victoria (1976). Modern Australian photographs : 28 April-27 June 1976. Národní galerie Victoria, Melbourne
- Borcoman, J., Jack, R. I., Boddingtonová, J., Turner, P., Gaskins, B., Howe, G., Brown, J. L.,... Maynard, M. (1977). Photography in Australia: A conference on photography as communication medium and art form. Sydney: University of Sydney, Dept. of Adult Education.
- National Gallery of Victoria; BODDINGTON, JENNIE, 1922–2015. Milestones in the art : famous photographs in gravure. [s.l.]: National Gallery of Victoria Dostupné online. S. 33–39.
- Boddingtonová, Jennie, 1922– (1978). Antarctic photographs, 1910–1916 : Herbert Ponting Scott expedition (1910–13), Frank Hurley Mawson expedition (1911–13), Shackleton expedition (1914–16). Sun Books, South Melbourne, Vic
- Boddingtonová, Jennie, 1922– & Národní galerie Victoria (1978). Six series. Národní galerie Victoria, [Melbourne, Vic
- Boddingtonová, Jennie (1978). Laurie Wilson's landscapes and Jon Rhodes' Australia : Photography Gallery, June 7. Národní galerie Victoria, [s.l]
- Národní galerie Victoria & Boddingtonová, Jennie, 1922– (1979). Australian photographs from the collection. Národní galerie Victoria, Melbourne
- Hurley, Frank, 1885–1962 & Ponting, Herbert, 1870–1935 & Boddingtonová, Jennie, 1922– (1979). Antarctic photographs, 1910–1916. London [etc.] Macmillan[34]
- Ponting, Herbert & Hurley, Frank, 1885–1962 & Boddingtonová, Jennie, 1922– (1979). 1910–1916 Antarctic photographs : Scott, Mawson and Shackleton expeditions. Macmillan, South Melbourne, Vic
- Boddingtonová, Jennie & Národní galerie Victoria (1980). Micky Allan : Botany Bay today : Jillian Gibb : One year's work. The Gallery, Melbourne
- Národní galerie Victoria & Boddingtonová, Jennie, 1922– & Wilson, Laurie, 1920–1980 (1982). Laurie Wilson. Národní galerie Victoria, Melbourne
- Boddingtonová, J., & Národní galerie Victoria. (1983). In the lucky country: Panoramas by Jillian Gibb, Anthony Green and Merryle Johnson : Photography Gallery, Národní galerie Victoria, Melbourne, 1 June-18 September 1983. Melbourne: The Gallery.
- Boddingtonová, Jennie, 1922– & Národní galerie Victoria (1983). International photography : 100 images from the collection of the Národní galerie Victoria. The Gallery, [Melbourne]
- Národní galerie Victoria & Boddingtonová, Jennie, 1922– (1984). International photography : selected from the collection of the Národní galerie Victoria. The Gallery, Melbourne
- Národní galerie Victoria & Boddingtonová, Jennie, 1922– (1984). Architecture and photography 1848–1982 : photographs from the collection. Národní galerie Victoria, Melbourne
- Národní galerie Victoria & Boddingtonová, Jennie, 1922– & Art Gallery of Ballarat (1985). Australian landscape photographed : an exhibition of photographs from the collection of the Národní galerie Victoria. Národní galerie Victoria, [Melbourne]
- Boddingtonová, Jennie, 1922– & Národní galerie Victoria (1987). Australian contemporary photographers : John Anthong Delacour, Peter Elliston, Jillian Gibb, Ruth Maddison, David Stephenson and Stephen Wickham. Národní galerie Victoria, Melbourne
- Boddingtonová, Jennie & Drysdale, Russell Sir, 1912–1981 & Národní galerie Victoria (1987). Drysdale, photographer. Národní galerie Victoria, 1987, Melbourne
- Boddingtonová, Jennie & State Library of Victoria (1989). The new art : photographs by William Henry Fox Talbot (1800–1877), La Trobe Collection, State Library of Victoria : Fox Talbot and the invention of photography. State Library of Victoria, [Melbourne, Vic.]
- Boddingtonová, J. (2002). 'Wilson, Lawrence George (1920–1980)', Australian Dictionary of Biography, National Centre of Biography, Australian National University, http://adb.anu.edu.au/biography/wilson-lawrence-george-12048/text20421, published first in hardcopy 2002, accessed online 10 June 2015. This article was first published in hardcopy in Australian Dictionary of Biography, Volume 16, (MUP), 2002

## Filmy (výběr)
- Blackwood, J., & Australia. (1952). Jonathan's project. Australia: Postmaster General's Dept. An account of telephone services in country and city as seen through the eyes of a schoolboy doing a school project.
- Martin-Jones, J., Blackwood, J., & Australian News and Information Bureau. (1952). Apples for export Australia: News and Information Bureau [production company].
- Blackwood, Jennie & Boddingtonová, Adrian & BP Australia & Zanthus Films (1959). Three in a million. Zanthus Films, Melbourne, Vic. The story of three of the million migrants who reached Australia after the end of the war. An Italian boy in Melbourne, an Englishwoman on a South Australian farm, and a German scientist working on the Snowy Mountains scheme; all of them, in their different ways, contributing to the development of their adopted country. (Winner 1960 AFI Award for Documentary film. Included in the 1959 MIFF, Programme 22).
- Fenton, Peter & Pearl, Cyril. (Writer of accompanying material) & Marks, Herbie. (Arranger) & Powell, Moray. (Commentator) & Boddingtonová, Adrian. (Producer) & Blackwood, Jennie (Director), et al. (1960). Anzac. Zanthus Films [production company], Australia. (27 min.) : sd., b&w; 16 mm.
- Blackwood, J., Boddingtonová, A., Armstrong, B., Badger, H., Anti-Cancer Council of Victoria., & Zanthus Films. (1961). You are not alone. Anti-Cancer council of Victoria. A woman reports a suspected cancer early and undergoes a successful operation.
- Morgan, John. (Commentator); FENTON, PETER; BODDINGTON, ADRIAN. (PRODUCER); CLARK, BRUCE. (ARRANGER); BLACKWOOD, JENNIE. (DIRECTOR); MELBOURNE HARBOR TRUST; ZANTHUS FILMS. Port of Melbourne. [s.l.]: Zanthus Films [production company] : Melbourne Harbor Trust Commissioners [sponsor] Dostupné online.. (Second, Bronze 1962 AFI Award for Public Relations film) (27 min.) : sd., col.; 16 mm.

Prod Co: Australian Commonwealth Film Unit; WEST, JOHN. (COMMENTATOR); MARTIN-JONES, JOHN. (PRODUCER); BLACKWOOD, JENNIE. (DIRECTOR); ALLEN, ALAN; AUSTRALIAN COMMONWEALTH FILM UNIT; ZANTHUS FILMS. Sir John Monash. [s.l.]: Zanthus Films [production company] : Australian Commonwealth Film Unit [production company] Dostupné online. Archivováno 3. 3. 2016 na Wayback Machine. (29 min.) : sd., b&w; 16mm
- Blackwood, Jennie & Boddingtonová, Adrian & Zanthus Films (1963). Sweet Are The Fruits, Zanthus Films, Melbourne, Vic. (Honourable Mention 1963 AFI Award for Public Relations film).